# Daesiola zarudnyi
Genre
Espèce
Synonymes
- Daesia zarudnyi Birula, 1905

Daesiola zarudnyi, unique représentant du genre Daesiola, est une espèce de solifuges de la famille des Daesiidae.

## Distribution
Cette espèce est endémique d'Iran.

## Description
Le mâle décrit par Roewer en 1933 mesure 12 mm.

## Étymologie
Cette espèce est nommée en l'honneur de Nikolai Alekseyvich Zarudny.

## Publications originales
- Birula, 1905 : Bemerkungen über die Ordnung der  Solifugen. I-V. Annuaire  du  Musée Zoologique de l’Académie Impériale des Sciences de St.-Pétersbourg, vol. 9, p. 391–416.
- Roewer, 1933 : Solifuga, Palpigrada. Dr. H.G. Bronn's Klassen und Ordnungen des Thier-Reichs, wissenschaftlich dargestellt in Wort und Bild. Akademische Verlagsgesellschaft M. B. H., Leipzig. Fünfter Band: Arthropoda; IV. Abeitlung: Arachnoidea und kleinere ihnen nahegestellte Arthropodengruppen, vol. 2/3, p. 161–480 (texte intégral).